# Arnold Alcolea
Arnold Alcolea (Santiago de Cuba, 25 de abril de 1982) es un ciclista cubano.

## Trayectoria
Fue campeón nacional contrarreloj y de carretera en 2006 y contrarreloj en 2010.
Ganador de las ediciones 2009 y 2010 de la Vuelta Ciclista a Cuba, en esas temporadas también culminó 3.º en el UCI America Tour. 
En 2010 también obtuvo la medalla de plata en el Campeonato Panamericano de Ciclismo en Ruta.

## Palmarés
2001
- 3.º en el Campeonato de Cuba Contrarreloj

2003
- 1 etapa de la Vuelta a Cuba

2005
- 2.º en el Campeonato de Cuba Contrarreloj

2006
- Campeonato de Cuba Contrarreloj
- Campeonato de Cuba en Ruta

2007
- 2 etapas de la Vuelta a Costa Rica

2008
- 1 etapa de la Vuelta a Costa Rica

2009
- Vuelta Ciclista a Cuba, más 1 etapa
- 3.º en el UCI America Tour

2010
- Vuelta Ciclista a Cuba
- 2.º en el Campeonato Panamericano en Ruta
- Campeonato de Cuba Contrarreloj
- 2.º en el Campeonato de Cuba en Ruta
- 3.º en el UCI America Tour

2011
- Campeonato de Cuba Contrarreloj
- Campeonato de Cuba en Ruta

2012
- 2.º en el Campeonato de Cuba en Ruta

2014
- 2.º en el Campeonato de Cuba Contrarreloj
- Campeonato de Cuba en Ruta